# Tortilla

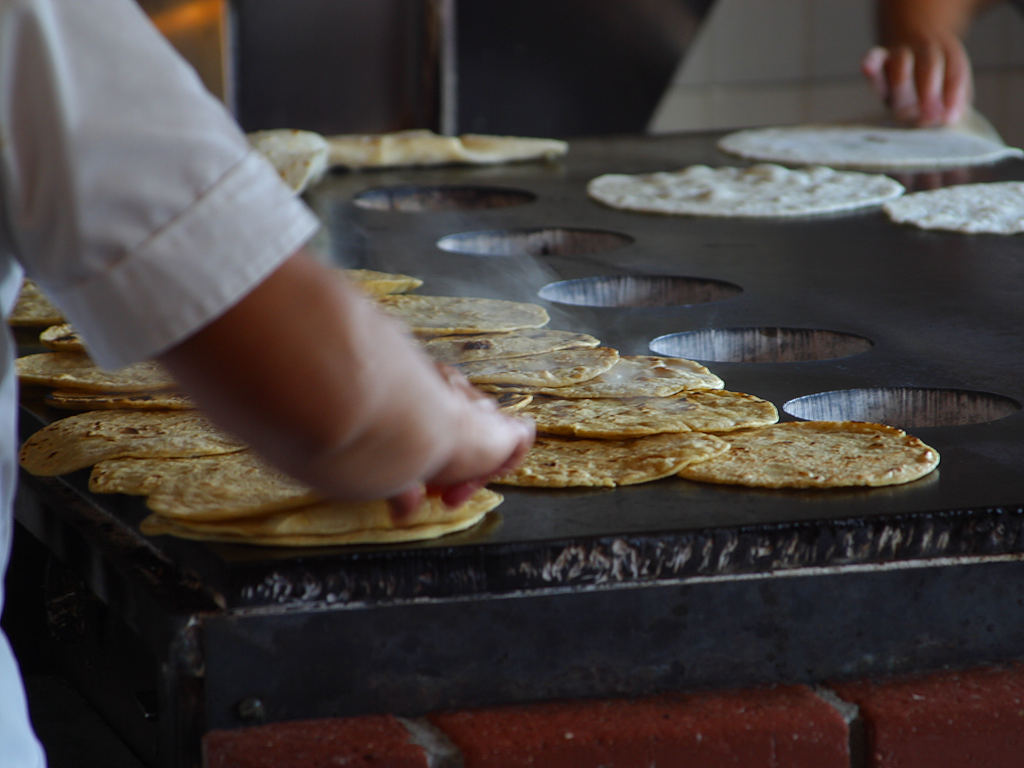
Příprava Tortill v San Diegu

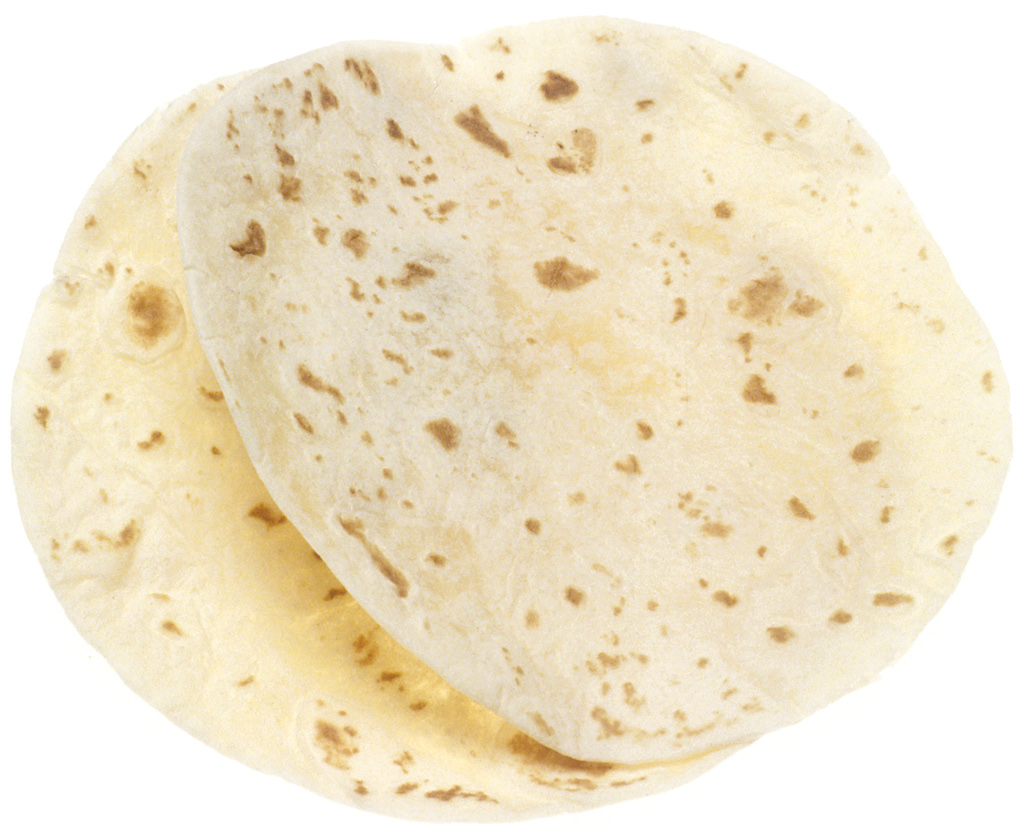
Mexická variace

Tortilla (španělská výslovnost tortija, původním významem dortík) je druh tenkého chleba ve formě placky, původem ze španělské, resp. arabské kuchyně jako placka z cizrny, která byla jako název přes španělské dobyvatele přenesena do Nového světa. Může být nejčastěji z pšeničné nebo kukuřičné mouky. Ve Španělsku se ale pod pojmem tortilla zpravidla rozumí španělská omeleta ze silného bramborového těsta.

## Mexická tortilla
V mexické kuchyni se peče tortilla (zmiňovaná již v mayských legendách a v aztéčtině nazývaná tlaxcalli) z převážně kukuřičné mouky a zpravidla slouží po zavinutí jako základ anebo příloha k mixu různých dalších ingrediencí. V Mexiku se jedná o často používaný kulinářský prvek, podobně jako chléb v Evropě anebo rýže v Asii. Může se jednat o skromnou večeři nebo o bohatou hostinu – vše záleží pouze na kvalitě a pestrosti náplně. Tortilly jsou vyráběny a prodávány i ve formě polotovarů.

## Tortilla de patatas

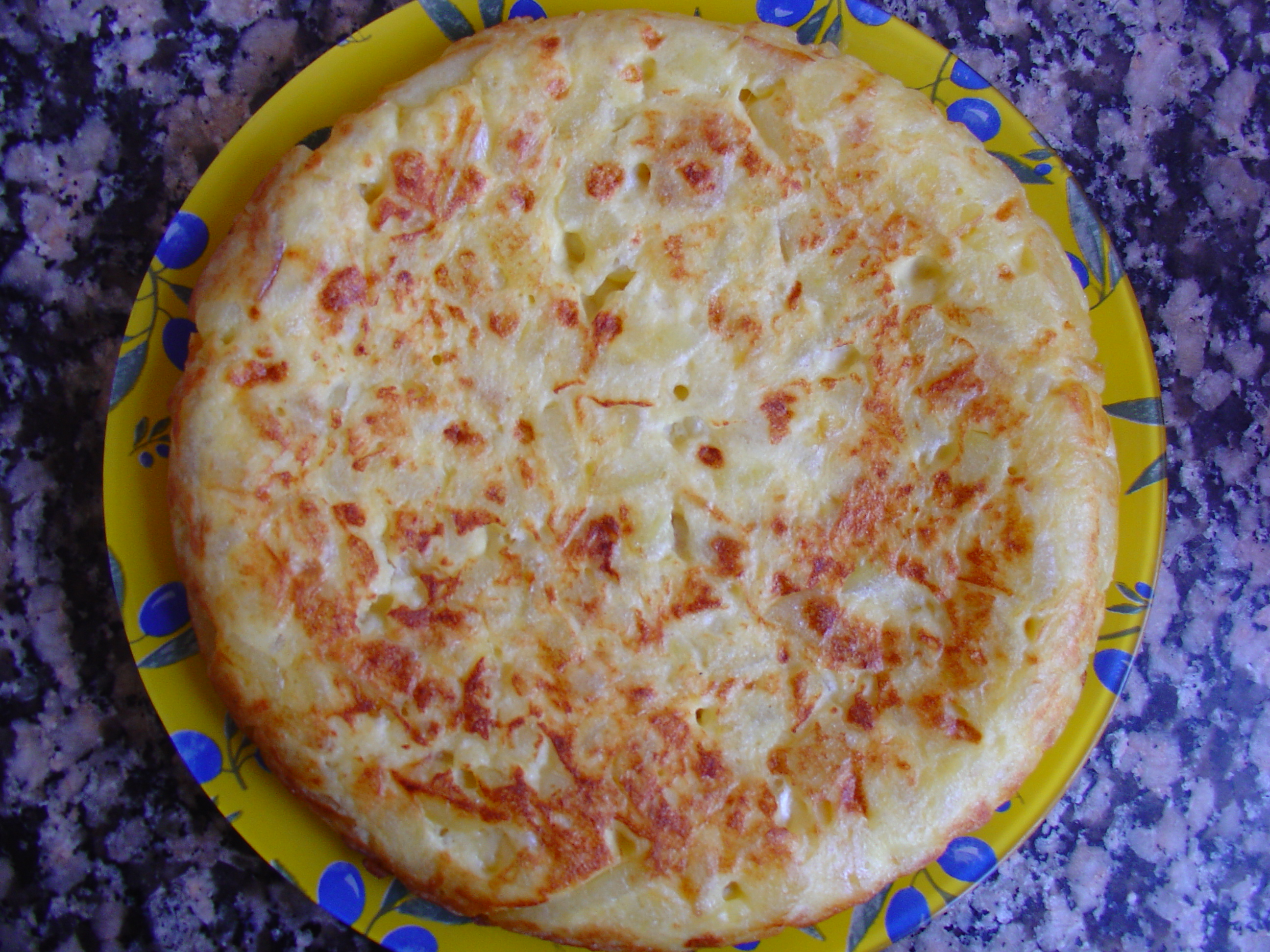
Tortilla de patatas

Tortilla de patatas je tradiční španělské jídlo, skládající se v základu z vajec, brambor, cibule a případně další zeleniny, obvykle o tloušťce 3 cm. Kromě obvyklé bezmasé tortilly se běžně vaří varianty s přidanou šunkou (jamón) nebo krevetami. Podává se teplá i studená, nakrájená na dílky podobně jako pizza a slouží jako hlavní jídlo, nebo příloha k zelí, červenému masu či rybám.
Španělská tortilla se podobá české omeletě, rozdíl je však ve způsobu přípravy, kdy se jako první připravují brambory smažením na pánvi v olivovém oleji, a až jsou měkké a částečně opečené, přidá se cibule a před dokončením rozmíchaná vejce.